# Giacomo Scarpelli

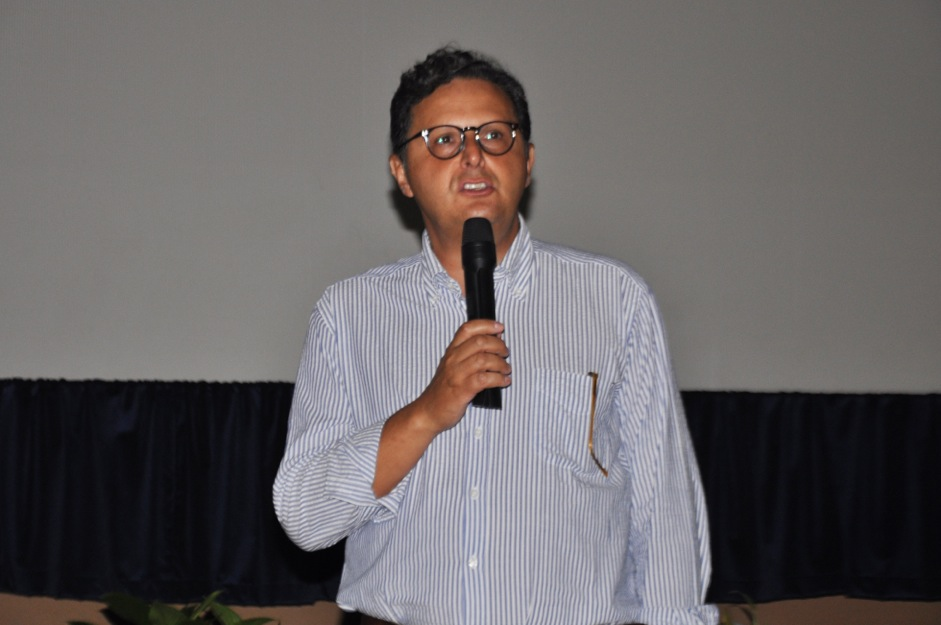
Giacomo Scarpelli

Giacomo Scarpelli (* 23. Mai 1956 in Rom) ist ein italienischer Schriftsteller, Historiker und Drehbuchautor.

## Leben
Scarpelli ist Mitglied der Royal Geographical Society in London und lehrt Geschichte und Philosophie an der Universität Modena und Reggio Emilia. Seine Schriften umfassen Arbeiten über Darwin, Kant und Bergson. Seit Ende der 1980er Jahre ist er als Drehbuchautor für Film und Fernsehen aktiv, sein Schaffen umfasst mehr als 20 Produktionen. Im Jahr 2017 war er auch erstmals als Regisseur tätig und co-inszenierte den Dokumentarfilm 65 times A.N.A.C.
Die Arbeiten zu dem Drehbuch von Der Postmann brachten ihm und seinen Kollegen Anna Pavignano, Michael Radford, Furio Scarpelli und Massimo Troisi 1996 die Oscar-Nominierung in der Kategorie Bestes adaptiertes Drehbuch ein. In der gleichen Kategorie wurden sie für den British Academy Film Award nominiert.
2001 war Scarpelli, erneut mit mehreren Kollegen, für den Europäischen Filmpreis in der Kategorie Bestes Drehbuch nominiert.

## Filmografie (Auswahl)
- 1996: Der Postmann (Il Postino)
- 1997: Augenzeuge in Gefahr (Testimine a Rischio)
- 1998: La cena
- 2001: Concorrenza sleale
- 2017: 65 times A.N.A.C. (auch Ko-Regie)